# Hindisheim
Hindisheim ist eine französische Gemeinde mit 1539 Einwohnern (Stand 1. Januar 2021) im Département Bas-Rhin in der Region Grand Est (bis 2015 Elsass).

## Bevölkerungsentwicklung
| 1962 | 1968 | 1975 | 1982 | 1990 | 1999 | 2006 | 2013 |
| ---- | ---- | ---- | ---- | ---- | ---- | ---- | ---- |
| 1063 | 1064 | 1068 | 1158 | 1204 | 1369 | 1363 | 1396 |

## Bauwerke
- Im Dorf sind viele Fachwerkhäuser erhalten geblieben.
- Die Kirche St-Pierre et Paul wurde 1888 errichtet.
- Die Chapelle de la Vierge Marie, eine Kapelle aus dem 15. Jahrhundert

|  |  |